# José Dionísio da Serra
José Dionísio da Serra OTE • CvA • ComA (Lisboa, 9 de Outubro de 1772 — Lisboa, 14 de Julho de 1836) foi um militar e político português que, entre outras funções, foi Ministro e Secretário de Estado dos Negócios do Reino, cargo equivalente ao do actual Primeiro Ministro, do governo da regência liberal no exílio.

## Biografia
José Dionísio de Serra nasceu em Lisboa, na freguesia das Mercês, a 9 de Outubro de 1772, filho de Maximiano José da Serra e Silva e Teresa Bernarda Leocádia. 
Destinado à vida militar, frequentou as aulas da Academia Real de Fortificação, Artilharia e Desenho, sendo despachado alferes de infantaria em 1803. Passou depois à arma de engenharia militar, na qual alcançou o posto de coronel.
Casou na Sé de Lisboa, a 13 de Setembro de 1809, com Isabel Joaquina Botelho, filha de Tomás Botelho de Carvalho e Justina Leonor. Deste casamento não teve filhos, os que teve foi antes de se casar, com mulher incógnita.
Liberal convicto, aquando do movimento insurreccional do Porto de 1828, que culminou na Belfastada,
partiu para os Açores onde se juntou aos apoiantes da causa liberal que ali se encontravam deportados com o Batalhão de Caçadores n.º 5, aquartelado no Castelo de São João Baptista da cidade de Angra.
Em 10 de outubro de 1831, foi nomeado Ministro e Secretário de Estado da Regência de Angra, na repartição dos Negócios do Reino, Negócios Eclesiásticos, de Justiça e da Fazenda, situação que o colocava na posição do atual cargo de Primeiro-Ministro. Exerceu aqueles cargos até à chegada de D. Pedro, duque de Bragança, à ilha Terceira, a 3 de Março de 1832, data em que aquele assumiu pessoalmente o governo da Regência.
Encarregado da inspecção dos quartéis e obras em todo o arquipélago dos Açores, na qualidade de major de Engenheiros foi autor do projeto da "Bateria da Heroicidade", no Forte de São Sebastião em Angra, e integrou a expedição que protagonizou o desembarque do Mindelo, tendo depois tomado parte na defesa do cerco do Porto.
Terminado o cerco àquela cidade foi nomeado Inspector-Geral dos Quartéis, cargo que exerceu até falecer.
Foi autor de algumas obras publicadas, entre elas, um discurso em memória de D. Rodrigo de Sousa Coutinho, 1.º conde de Linhares. Era oficial da Ordem Militar da Torre e Espada, do Valor, Lealdade e Mérito e cavaleiro e comendador da Ordem Militar de Avis.
Faleceu aos 63 anos, na Calçada da Estrela (à epoca parte da freguesia de Santa Isabel), tendo redigido testamento. Encontra-se sepultado no Cemitério dos Prazeres.

## Obras publicadas
- Epicedio na morte do ex.mo sr. D. Rodrigo de Sousa Coutinho, conde de Linhares, Lisboa, 1813 (saiu com as iniciais J. D. S);
- Epistola ao ill.mo e ex.mo sr. marquez de Campo Maior, marechal general dos reaes exércitos, Lisboa, 1819;
- Epicedio feito e recitado em 1812 no anniversário da sempre lamentável morte do general Gomes Freire de Andrade, Angra do Heroísmo, 1831 (reeditada em Paris, 1832);
- Charadas que à Illustríssima e Excelentíssima Senhora Duqueza da Terceira O. D. C., Lisboa, 1834.